# Drexel (Missouri)
Drexel é uma cidade localizada no estado americano de Missouri, no Condado de Bates e Condado de Cass.

## Demografia
Segundo o censo americano de 2000, a sua população era de 1090 habitantes.
Em 2006, foi estimada uma população de 1103, um aumento de 13 (1.2%).

## Geografia
De acordo com o United States Census Bureau tem uma área de
2,0 km², dos quais 1,9 km² cobertos por terra e 0,1 km² cobertos por água. Drexel localiza-se a aproximadamente 299 m acima do nível do mar.

## Localidades na vizinhança
O diagrama seguinte representa as localidades num raio de 20 km ao redor de Drexel.